# Monarchie danoise
La monarchie danoise est le système de gouvernement du royaume de Danemark basé sur une monarchie constitutionnelle, dans lequel un monarque héréditaire est le souverain du royaume de Danemark, rassemblant le Danemark, le Groenland et les îles Féroé, pays constitutifs au sein de l'Unité du Royaume.
En tant que monarque constitutionnel, le tenant du trône est limité à des fonctions non partisanes et cérémonielles. L'autorité exécutive ultime du gouvernement du Danemark est cependant toujours détenue par le monarque. En pratique, ces pouvoirs sont seulement utilisés conformément aux lois votés par le Parlement ou aux conventions.
La famille royale de Danemark remonte au roi Gorm den Gamle et Harald 'Blåtand. L'actuelle famille royale est une branche de la maison d'Oldenbourg, la maison de Schleswig-Holstein-Sonderbourg-Glücksbourg originaire de Schleswig-Holstein en Allemagne (à l'instar des familles royales grecque et norvégienne).

## Rôle constitutionnel
D'après la Constitution du Danemark, le monarque, en tant que chef de l’État, est la source de l'exécutif et, conjointement avec le Folketing (le Parlement), le détenteur du pouvoir législatif. Le monarque a la possibilité de refuser de donner l'assentiment royal à une loi et peut renvoyer le Premier ministre, bien que cela soit très peu probable de nos jours car cela créerait une crise constitutionnelle. En tant que chef de l’État, le monarque participe à la formation du gouvernement. Les projets de loi doivent être contresignés par un ou plusieurs ministres du gouvernement pour devenir des lois. Le roi Christian X fut le dernier monarque à exercer son pouvoir de rejet le 28 mars 1920 suscitant la crise de Pâques de 1920. Toutes les prérogatives royales, tels que le soutien dans la nomination des ministres et la possibilité de déclarer la guerre et faire la paix, sont exercés par le Premier ministre et le Cabinet, avec l’accord formel du monarque. Après consultation des représentants des partis politiques, le chef de parti soutenu par le plus grand nombre de membres du Parlement danois est invité à former un gouvernement. Une fois le gouvernement formé, le monarque le nomme officiellement.
Aujourd'hui, le monarque a un rôle essentiellement cérémoniel, limité dans l’exercice de ses pouvoirs par l'opinion publique et la convention. En tant que personnalité publique, le monarque ouvre les expositions, assiste aux commémorations, inaugure les édifices, etc. Toutefois, le monarque continue d'exercer trois droits essentiels : le droit d'être consulté, le droit de conseiller, et le droit de prévenir. En conséquence, le Premier ministre et son Cabinet assistent aux réunions du Conseil d’État. Le Premier ministre et le ministre des Affaires étrangères informent régulièrement le monarque pour le conseiller sur les derniers développements politiques aux niveaux national et international.
Le Groenland et les îles Féroé font partie de l'Unité du Royaume et leur chef d'État est donc également le monarque de Danemark, conformément à la Constitution danoise. Les trois pays constitutifs du royaume de Danemark ont en commun la famille royale, la Constitution, la politique étrangère, la défense et le système judiciaire. Le Groenland et les îles Féroé disposent de deux sièges au Parlement danois et jouissent tous deux d'une autonomie territoriale.

## Titres
Le titre officiel complet du roi Frederik X est « Frederik X, par la grâce de Dieu, roi de Danemark » (en danois : « Frederik X, af Guds nåde, Danmarks konge »).
Auparavant, le monarque danois portait les titres de : « roi de Danemark, des Vandales et des Goths, duc du Schleswig, de Holstein, de Stormarn, de Dithmarse, de Lauenbourg et d'Oldenbourg ». Jugés désuets, ces titres ont été abandonnés par la reine Margrethe II lors de son accession au trône en 1972.
En français, si écrire « roi du Danemark » n'est grammaticalement pas faux, c'est la préposition « de » qui a fait usage pour le titre de roi de Danemark.